# Viadotto Italia
Das Viadotto Italia ist eine Autobahnbrücke im Zuge der Autostrada del Sole, genauer der Autostrada A2, bei den Orten Laino Borgo und Laino Castello im Norden der Provinz Cosenza in der italienischen Region Kalabrien.
Sie überquert den tief eingeschnittenen Fluss Lao in einer Höhe von 260 m und war damit die höchste Brücke Europas, bis sie 2004 von dem Viaduc de Millau abgelöst wurde. Seitdem ist sie die höchste Brücke Italiens und die zweithöchste in Europa.

## Beschreibung
Die Brücke wurde zwischen 1968 und 1974 im Auftrag der ANAS nach den Plänen von Fabrizio de Miranda, Carlo Cestelli Guidi und Carmelo Pellegrino Gallo gebaut. Sie hat zwei Richtungsfahrbahnen mit je zwei Fahrspuren, die durch Leitplanken begrenzt sind, sowie beidseits einen 1,75 m breiten, nicht-öffentlichen Gehweg. Eine Standspur ist nicht vorhanden.
Die 1120 m lange Brücke besteht aus 19 Öffnungen mit 18 Stahlbeton-Pfeilern, die bis zu 145 m hoch sind. Ihre drei mittleren Öffnungen haben Stützweiten von 125 + 175 + 125 m. Sie werden von einem als Durchlaufträger ausgeführten, 12 m breiten stählernen Hohlkasten mit einer 21,6 m breiten orthotropen Platte überbrückt. Der Hohlkasten hat eine Bauhöhe von 8,5 m, die über den Seitenöffnungen zu seinen Enden hin stetig abnimmt. Die anschließenden 7 Brückenfelder im Norden und 9 Felder im Süden haben für jede Richtungsfahrbahn getrennte Spannbeton-Platten und -Hohlkästen mit Stützweiten von 43,6 m bis 48,4 m.
Die Trasse verläuft auf den nördlichen Brückenfeldern in einem Bogen, der sich bis in die erste der drei mittleren Öffnungen fortsetzt, so dass auch der stählerne Überbau in diesem Bereich im Grundriss gebogen ist.
Im Rahmen der Generalüberholung der Autostrada A2 wird dieser Bogen abgeflacht und die Fahrbahn nach Norden in zwei neue Tunnelröhren geführt. Dazu muss der entsprechende Teil der Brücke erneuert werden. Außerdem wird auch der bisherige Beton-Überbau der südlichen Brückenfelder komplett erneuert.

## Sperrung von März bis Juli 2015
Während der Arbeiten zum Abbruch der Brückenfelder stürzte am 2. März 2015 ein Feld der nach Süden führenden Richtungsfahrbahn samt dem darauf mit einem Baugerät beschäftigten Arbeiter rund 60 m in die Tiefe und riss beim Aufprall zwei Löcher in den Pfeiler Nr. 13. Der Arbeiter war sofort tot. Da der Pfeiler auch die andere Richtungsfahrbahn trägt, wurde die Autobahn sofort komplett gesperrt. Der Pfeiler wurde repariert, anschließend wurden drei weitere Fahrbahnplatten der gleichen Richtungsfahrbahn (nach vorherigem Schutz der Pfeiler) gesprengt. Nachdem der beschädigte Pfeiler und die andere Richtungsfahrbahn untersucht und für tauglich befunden wurden, konnte der Verkehr in beiden Richtungen auf je einer Spur am 24. Juli 2015 wieder freigegeben werden.